# Бауденбах
Бауденбах (нем. Baudenbach) — ярмарочная община в Германии, в земле Бавария.
Подчиняется административному округу Средняя Франкония. Входит в состав района Нойштадт-ан-дер-Айш-Бад-Виндсхайм. Подчиняется управлению Диспекк. Население составляет 1199 человек (на 31 декабря 2010 года). Занимает площадь 22,09 км².
Община подразделяется на 6 административных единиц.

## Население
По оценке на 31 декабря 2015 года население общины Бауденбах составляет 1171 чел. 

| Дата      | 1840 | 1871 | 1900 | 1925 | 1939 | 1950 | 1961 | 1970 | 1987 | 2011 |
| --------- | ---- | ---- | ---- | ---- | ---- | ---- | ---- | ---- | ---- | ---- |
| Население | 1104 | 1143 | 1081 | 958  | 850  | 1303 | 998  | 943  | 970  | 1169 |

| Год       | 1960 | 1970 | 1980 | 1990 | 2000 | 2009 | 2010 | 2011 | 2012 | 2013 | 2014 | 2015 |
| --------- | ---- | ---- | ---- | ---- | ---- | ---- | ---- | ---- | ---- | ---- | ---- | ---- |
| Население | 984  | 945  | 944  | 1029 | 1171 | 1198 | 1199 | 1163 | 1148 | 1165 | 1165 | 1171 |